# Flora Purim

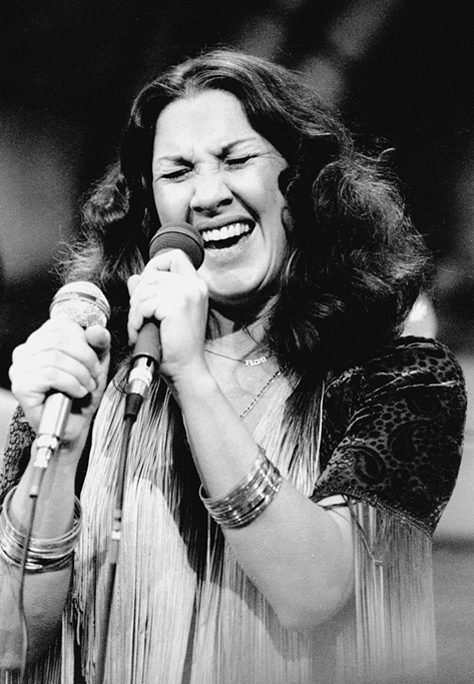
Flora Purim (1981)

Flora Purim (Rio de Janeiro, 6 de março de 1942) é uma cantora brasileira de jazz.
Desde pequena Flora Purim convivia com a música, já que seu pai tocava violino e sua mãe era uma pianista amadora. Ainda jovem, Flora gostava de cantar, tocar piano e violão. A cantora foi influenciada por Billie Holiday, Dinah Washington, Ella Fitzgerald e Sarah Vaughan.
Em 1967 mudou-se para os Estados Unidos, para estudar música na Califórnia. Cinco anos mais tarde, casou-se com o percussionista Airto Moreira. Trabalhou ao lado de artistas como Stan Getz e Gil Evans e integrou o conjunto Return to Forever, que excursionou com êxito pelos Estados Unidos no início dos anos 70. Em 1973 partiu para a carreira solo com o disco Butterfly Dreams, seguido por outros pela gravadora Milestone. Entre seus discos destacam-se Light as a Feather e Return to Forever.
Por meio de pool de críticos, a melhor cantora de jazz dos EUA por quatro anos sucessivos (de 1974 e 1977), em parte como instrumento de pressão para sua libertação, mas principalmente por seu real talento. Nos anos 70 gravou ainda ao lado de Carlos Santana, Hermeto Pascoal, Chick Corea e muitos outros, encantados com sua extensão vocal e capacidade de improvisação. 
Seu primeiro retorno ao Brasil para shows aconteceu em 28 de agosto de 1986, para uma temporada de três noites no Canecão. Os shows foram filmados e transformados no programa "Flora Purim & Airto Moreira Especial", exibido pela Rede Manchete em 18 de novembro de 1986, com direção de Gregorio Rubin e apresentação de Arnaldo DeSouteiro. 
Nos anos 80 gravou poucos discos solo (a maioria com Airto) e, em 1994, lançou Speed of Light.

## Discografia
- Airto Moreira: Seeds on the Ground. 1971
- Chick Corea: Return to Forever. 1972, ECM.
- Chick Corea - Return to Forever: Light as a Feather. 1973, Polydor
- Flora Purim - Stories to Tell. 1974, Milestone Records
- Santana: Welcome - Yours is the light. 1973, CBS
- Carry On, 1979
- Flora Purim & Airto: Humble People. 1985, Bellaphon
- Airto Moreira / Flora Purim: The Colours of Life. 1988, In & Out Records
- Speed of Light, 1994
- Perpetual Emotion, 2001
- Wings of Imagination, 2001
- Speak no Evil, 2003
- Flora's Song, 2005
- Butterfly Dreams, 2007
- Three-Way Mirror, 2012
- If You Will, 2022 (indicado ao Grammy Awards 2023 na categoria Melhor álbum latino de jazz)